# タマリアン人
タマリアン人、タマリアン星人またはタマリア人（Tamarian、別名「ターマの子供たち (Children of Tama)」）は、アメリカのSFテレビドラマ『新スタートレック』第102話「謎のタマリアン星人」（原題“Darmok”）に登場する架空の異星人。１話だけの登場にもかかわらずインパクトがかなり大きい種族である。

## 外見
縦に長い鼻の穴・厚ぼったい目蓋・頭部と一体化した耳・鼻の頭から頭頂部にかけての隆起が特徴。頭髪はなく、暗いオレンジ色の肌をしている。

## 翻訳不能とされた言語
タマリアンの何よりも重大な特徴は、彼らの話す言語は翻訳不可能なことである。それは24世紀宇宙艦隊の、数千言語規模の言語パターンを蓄積し、初遭遇種族とも何の問題もなく意思疎通が可能な「異星言語翻訳マトリクス」がまったく通用しないという異様さであった。U.S.S.エンタープライズDが遭遇するより以前にも惑星連邦と数度の接触があったものの、いずれも「意思の疎通が不可能」という記録が残されただけであった。
タマリアン語が翻訳不可能である理由は、彼らの話す構文のほとんどが固有名詞で構成され、そのままではまったく意味をなさないためである。これは彼らの言語がすべて引用や比喩、意訳で構築され、実際に発話された言葉通りの意味で話してはいないのである。
彼らは他の多くのヒューマノイド種族とは異なった自我・精神構造をしており、神話や歴史上の逸話を引用してそのイメージで対象を抽象化し、コミュニケーションを図る。このためタマリアン語は一見意味不明な言葉の羅列にしかならず、彼らがイメージの基とする数々の神話や逸話を知らない者にとっては意思疎通が不可能である。
エンタープライズDのディアナ・トロイ少佐の説明では、たとえば「バルコニーのジュリエット」が恋のイメージとなるくだりに似ており、これは「ロミオとジュリエット」を知らないと相手に通じない。この時問題となっていたのは「タナグラのダーモクとジェラード」の意味であった。しかしタナグラは島の名前、ダーモクとジェラードは人名であるところまでは辿り着いたものの、そのダーモクの逸話を手に入れない限り彼らの意図は理解できないのである。

### 翻訳機対応
『スタートレック：ローワーデッキ』12話「ケイション 彼の目は開かれた」にて宇宙暦58001.2の時点でU.S.S.セリトスにタマリアン人の宇宙艦隊士官・ケイション中尉が登場。地球人と何の問題もなく会話が成り立っており、TNG102話「謎のタマリアン星人」の宇宙暦45047.2から劇中時間で13年を経て惑星連邦の翻訳機がついにタマリアンの言語に対応している様子が描かれている。ケイション中尉はサブレギュラーとして以降のエピソードにも登場する。

### 慣用句
- カラシュ、立ち上がる時

危険を冒してもやらなければならないこと。
- 顔を濡らした、キアジの子

感動。
- シャカ、壁は崩れ落ちる

失敗。
- ジンダ、黒い顔と、赤いまぶた

怒り。
- スカス、彼の目は開かれた

相手に自分（たち）の意思が通じた様子。
- テーマクの川、冬の川

相手の発言や行動を制止する様子。
- テンバ、拡げた腕

友好の意思、贈り物。
- ミラブ、帆は上がっている

準備ができている、立ち去る。
- モマティの下、カディア

話が通じない、うまくいかない。
- ライとジリは、ルンガへ

出会い、意思疎通の試み。
- タナグラのダーモクとジラード

困難を共にすることで仲間になった者たち。
- カマント、彼女の頭は曇り？

飲み物を提供する
- アンザクとヴィラは子供？

- カルノとマイラは森に

食べ過ぎ

## 技術
惑星連邦はじめ銀河系の各国と同等レベルの文明であり、2368年にエル・アドレル星系に現れたタマリアン艦は、宇宙艦隊のギャラクシー級に匹敵するビーム兵器と防御シールドを備え、大気圏を電離させる事により転送と通信を妨害するフィールドを発生させることも出来た。
ただし劇中に登場した個人携行武器はナイフのみである。

## 歴史
- 2368年 エル・アドレル星系でエンタープライズDと接触。
  - 過去100年間に惑星連邦の航宙艦との遭遇は7回あり、いずれも戦闘こそ起きなかったものの、言葉が通じないために友好関係を結ぶことも出来なかった。

## 代表的なタマリアン人
- デイソン

惑星連邦とコミュニケーションを図る使命を受けて、連邦との境界に近いエル・アドレル星系に現れたタマリアン艦の艦長。ジャン＝リュック・ピカード大佐指揮のエンタープライズDと接触し交流を試みたが、互いの言語を理解する事が出来なかった。そこでデイソンは「タナグラのダーモクとジラード」の様に、惑星連邦の人間と困難を共にすれば相互理解が生まれるのではないかと考え、エンタープライズDのブリッジからピカード大佐を転送で拉致し、凶暴な猛獣（体に高エネルギーを纏っている上に天然の遮蔽能力を備えている）が生息するエル・アドレル4号星に連れて行き、危険な惑星上で二人きりで過ごすという強硬策を、タマリアン艦副長の反対を押し切り決行した。デイソン艦長はピカードにもナイフを渡そうとするが、ピカードは猛獣が現れるまで決闘の申し込みかと思い当初は進展がなかなか見られなかったものの、地表でのアウトドア生活や猛獣との戦いを通してピカードにタマリアン人の言語が比喩で成り立っていると理解させる事に成功した。しかしデイソンは猛獣に負わされた傷が元で、ピカードの語る故事や比喩に耳を傾けながら命を落とした。ライカー副長はタマリアン艦のイオン化ビーム発射口をフェイザーでピンポイントに攻撃しピカードの転送回収に成功。程なくタマリアン艦とエンタープライズは交戦状態に陥ってしまうが、すぐにブリッジから通信チャンネルを開き、デイソンとピカードが意思疎通に成功した事をタマリアン艦の副長に伝える。戦闘は収まりピカードは副長に遺品のナイフとデータパッドを返そうと差し出す。データパッドのみが転送で回収され、「（ナイフはいいのか？）」の様に再度差し出すが副長は「（それはいい）」との様にジェスチャーで伝え、タマリアン艦は去って行った。
以後、タマリアン艦の副長は二人を讃え「エル・アドレルのピカードとデイソン」という新しい慣用句を作り出した。
- なお、デイソンを演じたのは、映画『スタートレックII カーンの逆襲』でU.S.S.リライアント（ミランダ級）のクラーク・テレル艦長を演じた、ポール・ウィンフィールドである。